# Setoeolis inconspicua
Setoeolis incospicua (Baba, 1938) è un mollusco nudibranchio della famiglia Facelinidae.